# آتش‌سوزی بزرگ می‌رکی

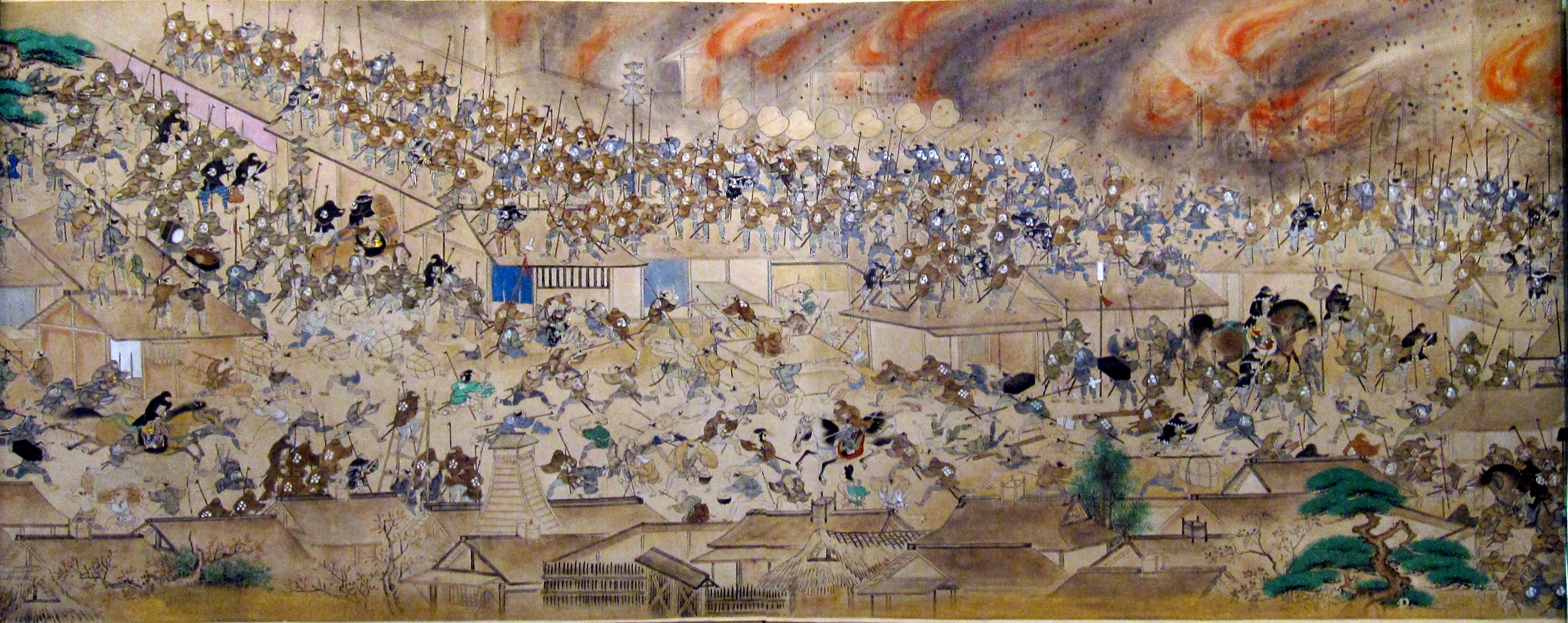
آتش‌سوزی بزرگ مِی‌رِکی

آتش‌سوزی بزرگ مِی‌رِکی (به ژاپنی: 明暦の大火 Meireki no taika)، آتش‌سوزی فوریسودا در ۲ مارس ۱۶۵۷ یا سومین سال از دوره می‌رکی در ادو (نام کنونی توکیو) به وقوع پیوست و موجب ویرانی ۶۰–۷۰ درصد از این شهر شد. تعداد کشته شدگان بیش از ۱۰۰ هزار نفر تخمین زده می‌شود. این آتش‌سوزی به عنوان یکی از سه آتش‌سوزی بزرگ جهان پس از آتش‌سوزی بزرگ رم (۶۴ میلادی) و آتش‌سوزی بزرگ لندن (سپتامبر ۱۶۶۶) بزرگ‌ترین آتش‌سوزی در تاریخ ژاپن شناخته می‌شود.

## شوگون‌سالاری پس از فاجعه
در نتیجه بازسازی و توسعه مجدد شهری پس از آتش‌سوزی بزرگ، زیرساخت‌های شهری ادو از قلعه ادو به سمت بیرون گسترش یافت و منجر به تمرکز بیشتر جمعیت و احیای فعالیت‌های اقتصادی شد. به این ترتیب، ادو به شهری غول‌پیکر و بی‌نظیر در جهان تبدیل شد. با این حال، هزینه هنگفت بازسازی نیز به کسری بودجه مزمن دامن زد. در سال ۱۶۷۶ (انپو ۴)، حدود ۲۰ سال پس از آتش‌سوزی، خزانه شوگون‌سالاری خالی شد و در نتیجه کسری مالی حدود ۲۰۰٬۰۰۰ ریو (واحد پول ژاپن) به وجود آمد. بحران مالی که در این نقطه آغاز شد، در نهایت منجر به سیاست‌های مالی مانند اصلاحات کیوهو شد.

## تراژدی فراری دادن زندانیان
در سال نو، سال سوم دوره می‌رکی زندانی بود که در آن زمان ایشیده تاته‌واکی یوشیفوکا (به ژاپنی: 石出帯刀吉深) (۴۳ ساله) مسئول آن بود. آتشی که در معبد هونگو مارویاما هونمیو جی آغاز شد به سرعت گسترش یافت و به آتشی عظیم تبدیل شد و آتش به زندان در کودنما چو نزدیک شد. در آن زمان حدود ۱۲۰ زندانی در زندان بودند، اما کلید زندان در دادسرا بود و بدون رعایت مراحل مقرر باز نمی‌شد. با این حال، ایشیده احساس می‌کرد که اگر اوضاع به همین منوال پیش برود، آتش به زندان سرایت می‌کند و زندانیان تا حد مرگ می‌سوزند، این خیلی رقت‌انگیز است، بنابراین او شخصاً جلوی زندان را شکست و زندانیان را رها کرد. سپس به زندانیان گفت: 
همان‌طور که همه می‌دانند، کلید در خانه نگهبانی (دادگاه) است، بنابراین در حالت عادی چاره ای جز شاهد بودن سوخته شدن زندانیان نداریم، اما تصمیم گرفته‌ایم به قیمت جان خود زندانیان را آزاد کنیم. قول دهید که بعد از خاموش شدن آتش بدون فرار به معبد زنکنجی در شینجیماچی، آساکوسا برگردید.
با این حال، تا روز بعد، در نوزدهم، همه تقریباً ۱۲۰ زندانی موقتاً آزاد شده به مکان‌های تعیین شده خود بازگشتند. ایشیده، با کمک مردم شهر سوخته، از غذای آنها مراقبت کرد، به قاضی شهر گزارش داد و سه روز بعد زندانیان را به آساکوسا سانجوسانگندو منتقل کرد. در هرج و مرج آتش، زندانیان می‌توانستند وانمود کنند که در شعله‌های آتش فرورفته اند و فرار می‌کنند. با این حال، اگر آنها این کار را انجام می‌دادند، به ایشیده خیانت می‌کردند که به آنها اعتماد کرد و برای نجات آنها جان آنها را به خطر انداخت. حتی اگر با مجازات اعدام روبرو هستید، خیانت به کسی که زندگی خود را گرو گذاشته‌است و به شما اعتماد کرده‌است کاری نیست که شخص بتواند انجام دهد. همه زندانیان ادو این را می‌دانستند. در دوره ادو، در مواقع اضطراری مانند آتش‌سوزی در زندان، زندانیان برای فرار آزاد می‌شدند. در آن زمان دستور داده می‌شد که زندانی ظرف سه روز برگردد و اگر برگردد جرمش به تقلیل می‌یابد.
ایشیده به خاطر زندانیانی که به عهد خود وفا کرده بودند، به شوگونات گفت: اگر چه آنها جنایتکار هستند، اما احساس وظیفه آنها واقعاً برجسته است. اگر آنها به اعدام محکوم شوند، ضرر بزرگی  برای آینده خواهد بود.» «شوگونات تقاضای تخفیف در احکام درجه یک از جمله مجازات اعدام کردند و گفته می‌شود که شوگونات این درخواست را پذیرفته و همه احکام تخفیف داده شده‌است.
در واقع این ماجرا حکایت سیاه دیگری را نیز به وجود آورد و این یکی از بزرگ‌ترین تراژدی‌های دوره ادو است. زندانیان که به‌طور موقت توسط ایشیده تاته‌واکی یوشیفوکا آزاد شده بودند، همراه با ساکنان محله فراری در امتداد خیابان ادو به سمت شمال حرکت کردند و به دروازه آساکوسا میتسوکه نزدیک شدند. سپس، اتفاق وحشتناکی رخ داد. به محض اینکه زندانیان در دروازه آساکوسا میتسوکه ظاهر شدند، دروازه منتهی به آساکوساباشی بسته شد. نگهبانان نگهبان دروازه زندانیان را در میان جمعیت دیدند که به اشتباه فکر کردند در حال فرار هستند و آنها را در داخل خندق بیرونی (رودخانه کاندا) همراه با پناهندگانی که در حال فرار بودند به دام انداختند. حکایت این است که در نتیجه این تصمیم ظالمانه، بسیاری از افراد تخلیه شده جایی برای فرار نداشتند و سوختند یا به رود کاندا پریدند و غرق شدند.
این تصمیم‌گیری اشتباه باعث شد که در حدود ۲۰٬۰۰۰ نفر در این مکان طعمهٔ آتش شده و جان خود را از دست بدهند.